# HD 3158
HD 3158，又名CP-53 117，SAO 232091、HR 140，是一颗恒星，视星等为5.57，位于銀經308.97，銀緯-64.55，其B1900.0坐标为赤經0h 29m 42.3s，赤緯-52° -64.55′ 32″。